# Bet365 Stadium
Le Bet365 Stadium est un stade de football situé à Stoke-on-Trent en Angleterre. Il s'appelait auparavant le Britannia Stadium. Il a été renommé le 1er juin 2016 pour des raisons de parrainage.
Depuis 1997, c'est le domicile de Stoke City Football Club du Championnat d'Angleterre de football.

## Histoire
Avant de s'établir au Bet365 Stadium, Stoke City FC a évolué au Victoria Ground de 1878 à 1997.

## Galerie

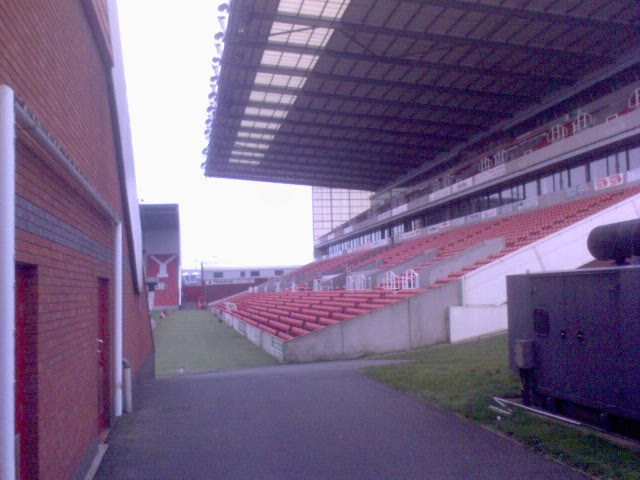
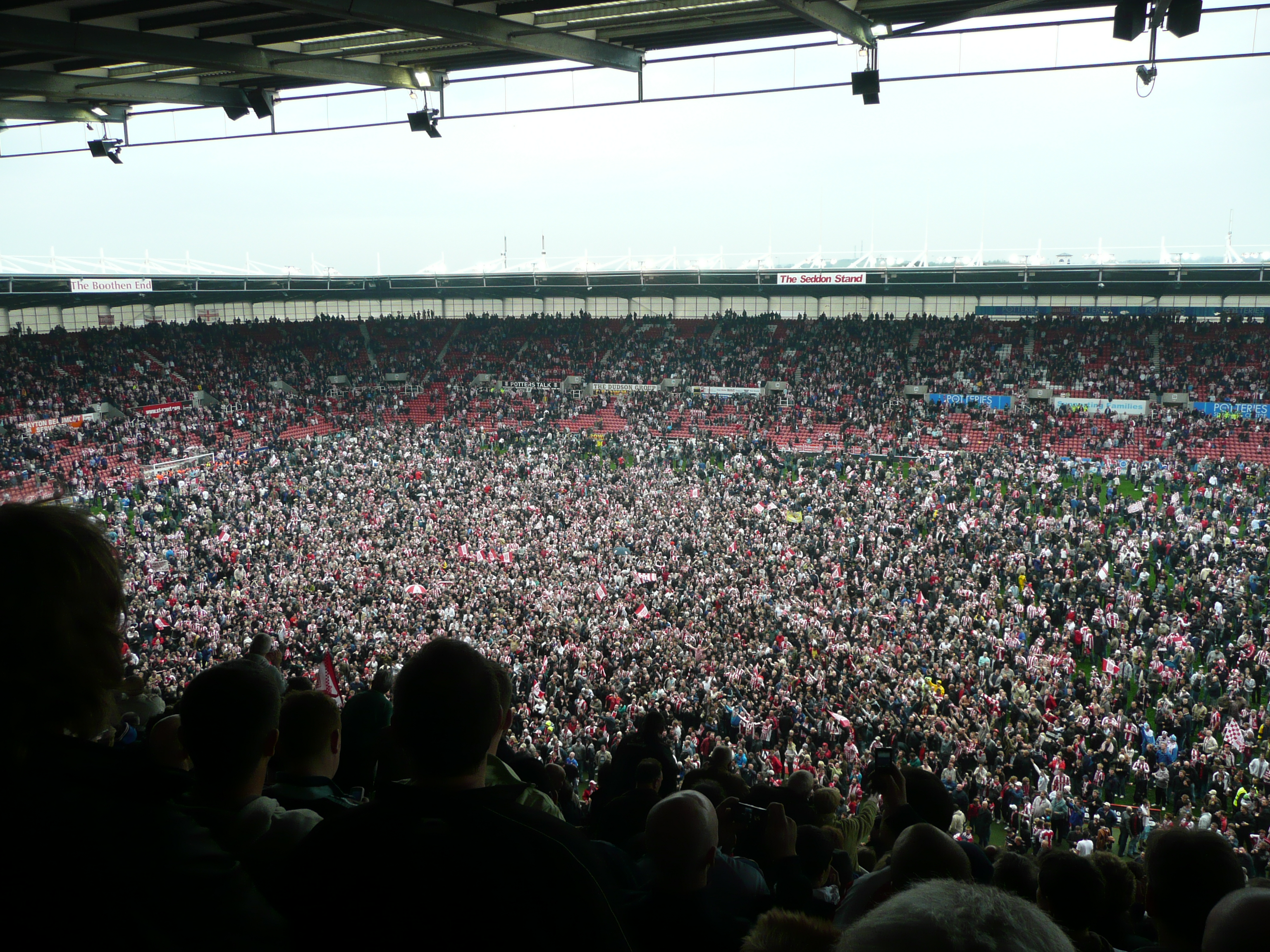